# Leichtathletik-Weltmeisterschaften 2015/Teilnehmer (Grenada)
| Gelbes Symbol für Goldmedaillen mit stilisierten Olympischen Ringen | Graues Symbol für Silbermedaillen mit stilisierten Olympischen Ringen | Braundes Symbol für Bronzemedaillen mit stilisierten Olympischen Ringen |
| ------------------------------------------------------------------- | --------------------------------------------------------------------- | ----------------------------------------------------------------------- |
| —                                                                   | —                                                                     | 1                                                                       |

Der Leichtathletikverband Grenadas nominierte drei Athleten für die Leichtathletik-Weltmeisterschaften 2015 in der chinesischen Hauptstadt Peking.

## Medaillen
Mit einer gewonnenen Bronzemedaille belegte das Team Grenadas Rang 32 im Medaillenspiegel.

### Medaillengewinner

#### Bronze
- Kirani James: 400 m

## Ergebnisse

### Männer

#### Laufdisziplinen
| Athlet        | Disziplin | Vorlauf | Vorlauf | Halbfinale         | Halbfinale         | Finale             | Finale             |
| Athlet        | Disziplin | Zeit    | Platz   | Zeit               | Platz              | Zeit               | Platz              |
| ------------- | --------- | ------- | ------- | ------------------ | ------------------ | ------------------ | ------------------ |
| Kirani James  | 400 m     | 44,56 s | 10      | 44,16 s            | 2                  | 43,78 s            | Bronze             |
| Bralon Taplin | 400 m     | 46,27 s | 41      | nicht qualifiziert | nicht qualifiziert | nicht qualifiziert | nicht qualifiziert |

#### Zehnkampf
| Athlet     | Disziplin | 100 m   | Weitsprung | Kugelstoßen | Hochsprung | 400 m   | 110 m Hürden | Diskuswurf | Stabhochsprung | Speerwurf | 1500 m      | Punkte | Platz |
| ---------- | --------- | ------- | ---------- | ----------- | ---------- | ------- | ------------ | ---------- | -------------- | --------- | ----------- | ------ | ----- |
| Kurt Felix | Ergebnis  | 11,02 s | 7,66 m     | 15,02 m     | 2,10 m     | 49,89 s | 14,58 s      | 45,95 m    | 4,50 m         | 61,41 m   | 4:32,57 min | 8302   | 8     |
| Kurt Felix | Punkte    | 856     | 975        | 791         | 896        | 820     | 901          | 786        | 760            | 789       | 728         | 8302   | 8     |